# Lauenscheid
Lauenscheid ist ein Ortsteil der Gemeinde Schalksmühle im Märkischen Kreis im Regierungsbezirk Arnsberg in Nordrhein-Westfalen (Deutschland).

## Lage und Beschreibung
Der Wohnplatz befindet sich auf einem Höhenzug zwischen dem Großen Klagebach und dem Kleinen Klagebach südwestlich von Heedfeld. Er ist über eine Zufahrt von der Landesstraße 561 in Heedefeld zu erreichen.
Weitere Nachbarorte auf dem Schalksmühler Gemeindegebiet sind Lauenscheiderohl, Lauenscheidermühle, Golsberg, Schlöten, Horst, Altenhorst, Häuschen, Oberklagebach, Grünental, Waldesruh, Spormecke, Schmermbecke und Harrenscheid.

## Geschichte
Lauenscheid gehörte bis zum 19. Jahrhundert der Midder Bauerschaft des Kirchspiels Hülscheid an. Ab 1816 war der Ort Teil der Gemeinde Hülscheid in der Bürgermeisterei Halver im Kreis Altena, 1818 lebten zehn Einwohner im Ort. Der laut der Ortschafts- und Entfernungs-Tabelle des Regierungs-Bezirks Arnsberg als Ackergut kategorisierte Ort besaß 1839 ein Wohnhaus und sechs landwirtschaftliche Gebäude. Zu dieser Zeit lebten 17 Einwohner im Ort, allesamt evangelischen Bekenntnisses.
1844 wurde die Gemeinde Hülscheid mit Lauenscheid von dem Amt Halver abgespaltet und dem neu gegründeten Amt Lüdenscheid zugewiesen.
Der Ort ist auf der Preußischen Uraufnahme von 1840 als Lauenscheid verzeichnet. Ab der Preußischen Neuaufnahme von 1892 ist der Ort auf Messtischblättern der TK25 als Lauenscheid verzeichnet.
Die Gemeinde- und Gutbezirksstatistik der Provinz Westfalen führt 1871 den Ort als Weiler unter dem Namen Lauenscheid mit sieben Wohnhäusern und 50 Einwohnern auf.  Das Gemeindelexikon für die Provinz Westfalen gibt 1885 für Lauenscheid eine Zahl von 47 Einwohnern an, die in sieben Wohnhäusern lebten. 1895 besitzt der Ort sieben Wohnhäuser mit 57 Einwohnern, 1905 werden sieben Wohnhäuser und 48 Einwohner angegeben.
1969 wurden die Gemeinden Hülscheid und Schalksmühle zur amtsfreien Großgemeinde (Einheitsgemeinde) Schalksmühle im Kreis Altena zusammengeschlossen und Lauenscheid gehört seitdem politisch zu Schalksmühle, das 1975 auf Grund des Sauerland/Paderborn-Gesetzes Teil des neu geschaffenen Märkischen Kreises wurde.